# Joaquim Avellà i Vives

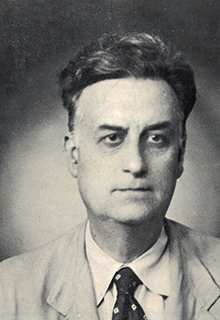
Joaquim Avellà Vives

Joaquim Avellà i Vives (Valls, 1901 - 26 de febrer de 1967) fou un professor i un jurista català.

## Biografia

### Joventut
Fill de Joaquim Avellà Guàrdia, va cursar els estudis de primària a l'escola municipal de Valls, i el batxillerat a l'institut de Tarragona. L'any 1924 es tragué, amb la màxima qualificació, el doctorat de filosofia i lletres a la Universitat Central de Madrid amb les tesis doctorals Los cabildos coloniales i El consulado de Lima. L'any 1930 va prendre part del Tercer Congreso de Historia y Geografía Hispanoamericana a Sevilla, i l'any 1933 va seguir els cursets de formació per professors.

### Vida adulta
Al finalitzar els cursets de formació al professorat del 1933, començà a impartir classes a instituts de Salamanca i Pamplona. El 19 de setembre de 1940 va ser nomenat catedràtic d'institut d'ensenyança mitjana en les matèries de geografia i història. L'any 1942 fou el catedràtic de l'institut de Tarragona fins al curs 1966-1967 (que no acabà, per defunció), i durant els anys 1955-1960, en fou el director.
El 19 de febrer de 1940 es va col·legiar com a advocat. Va ser el tresorer de la Junta de Govern del Col·legi Provincial d'Advocats, i el juny de 1953 esdevingué el vocal titular del Tribunal Provincial Contenciós Administratiu, de l'Audiència Provincial de Tarragona.
Del 1947 fins als anys 60, fou el sotspresident de la Reial Societat Arqueològica Tarraconense. També formà part del Servicio de Defensa del Patrimonio Artístico i de l'Asociación de Amigos de los Castillos i del Consell Internacional de Museus (ICOM). També fou el conservador i secretari del patronat del Museu de Valls a partir del 1955.

## Publicacions

### En revistes
- Cultura (Valls)
  - Urbanismo y ordenación del territorio
  - El factor humano en el Campo de Tarragona (1953)
  - Riqueza o pobreza en las comarcas de Tarragona (1956)
  - Los castillos medievales en la comarcs de Tarragona (1967)
- Butlletí Arqueològic
  - La iglesia parroquial de Alcover y su retablo mayor (1948)
  - Estudio geopolítico de la Corona de Aragón (1952)
- Diario Español
  - Gaudí en los archivos del Instituto de Tarragona (1960)

### Tesis doctorals
- Los cabildos coloniales (Madrid, 1934)

### Llibres
- Tarragona romana (síntesis histórica) (Valls, 1967)